# Francisca de Paula de Jesus

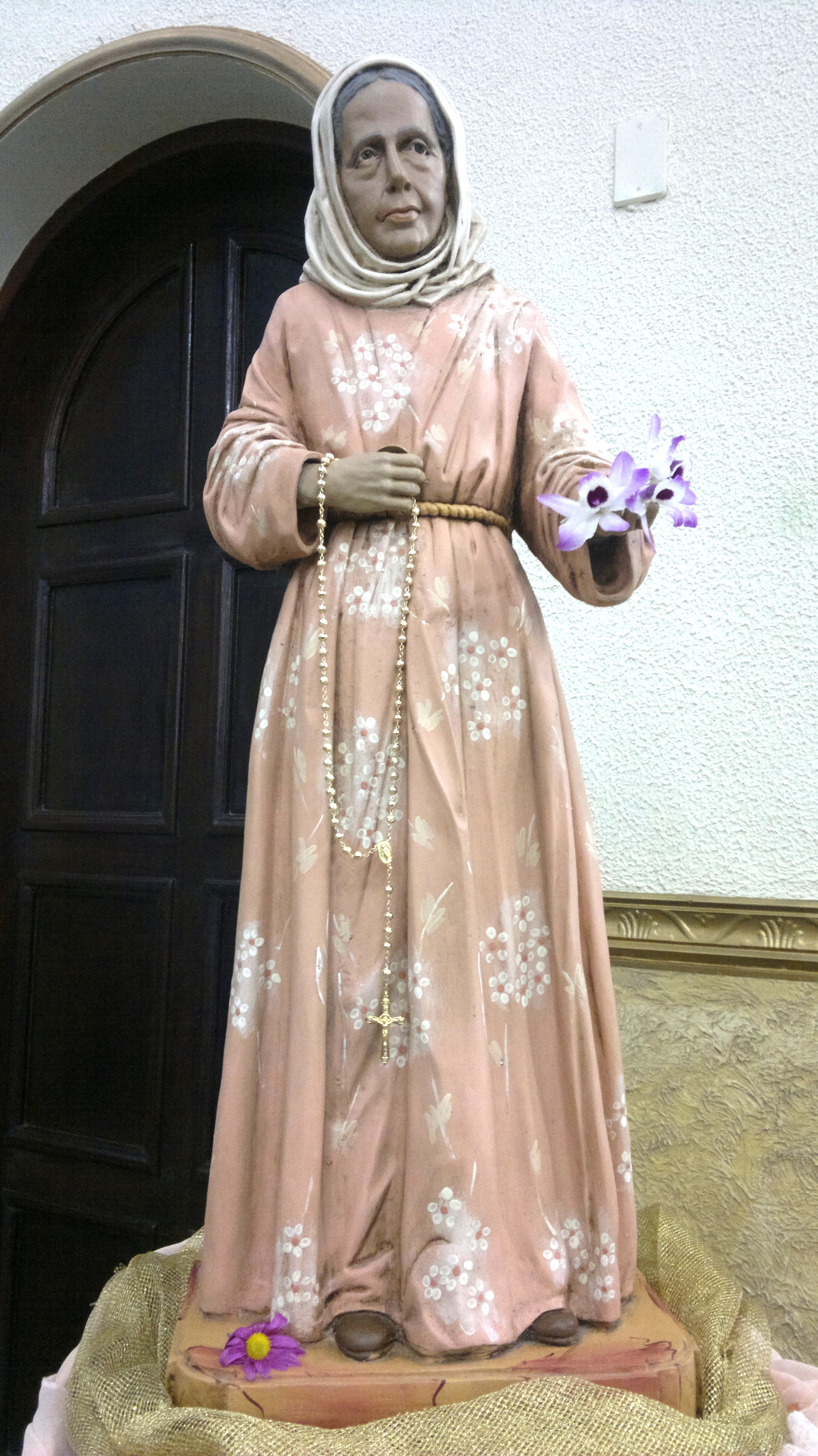
Francisca de Paula de Jesus (Nhá Chica)

Francisca de Paula de Jesus (* 1810 in São João del-Rei, Brasilien; † 14. Juni 1895 in Baependi, Brasilien), besser bekannt als Nhá Chica, war eine römisch-katholische Brasilianerin, die in der katholischen Kirche als Selige verehrt wird.

## Leben
Francisca de Paula de Jesus wurde 1810 in São João del-Rei als uneheliche Tochter der Sklavin Izabel Maria geboren. Dort wurde sie auch am 26. April 1810 getauft. 1820 wurde ihre Mutter freigelassen. Danach zog die Familie nach Baependi um, wo Francisca bis zu ihrem Tod 1895 lebte. Ihre Großeltern mütterlicherseits waren ebenfalls Sklaven. Sie hatte auch noch einen Halbbruder, Theotonio Pereira do Armaral, der aus einer anderen Beziehung ihrer Mutter stammte.
Kurz nach ihrer Freilassung und dem Umzug starb ihre Mutter 1820. Auf dem Sterbebett versprach Francisca ihrer Mutter, immer den Armen zu helfen. Francisca lebte nun lieber allein als bei ihrem Halbbruder und lehnte alle Heiratsanträge, die sie erhielt, ab. Ihr Halbbruder starb 1862 und Francisca wurde seine Alleinerbin. Ihr Erbe nutzte sie, um den Armen zu helfen und um eine Kapelle zu bauen. Mit Hilfe von weiteren Spenden wurde die Kapelle zu Ehren der Unbefleckten Empfängnis nach 30 Jahren fertiggestellt. Obwohl sie Analphabetin und verarmt war, kümmerte sie sich weiterhin um die Armen und nahm sie auch bei sich auf. So wurde sie als „Mutter der Armen“ bekannt. Die Menschen nannten sie liebevoll Nhá Chica (Tantchen Francisca).
Sie lebte in einer bescheidenen Zwei-Zimmer-Hütte und errichtete darin einen kleinen, mit Rosen geschmückten Altar. Den zahlreichen Bedürftigen, die sie besuchten, spendete sie Trost und gab ihnen Ratschläge. Am 8. Juli 1888 verfasste sie ein Testament, in dem sie ihren gesamten Besitz der örtlichen Pfarrei vermachte und in dem sie festlegte, wie die Pfarrei ihren Besitz an die Armen verteilen sollte.
Francisca de Paula de Jesus starb am 14. Juni 1895 in ihrer Kapelle und wurde am folgenden 18. Juni dort beigesetzt.

## Seligsprechung
Der Seligsprechungsprozess wurde am 17. Januar 1992 eröffnet. Der diözesane Informativprozess fand von 1993 bis 1995 sowie 1998 in Campanha statt. Die Positio wurde vom Postulator im Jahr 2000 eingereicht. Durch das Dekret über ihre heroische Tugend wurde sie am 14. Januar 2011 von Papst Benedikt XVI. zur Ehrwürdigen Dienerin Gottes ernannt.
Das Wunder, das für ihre Seligsprechung erforderlich war, wurde von Benedikt XVI. am 28. Juni 2012 anerkannt. Kardinal Angelo Amato leitete die Seligsprechung im Auftrag von Papst Franziskus am 4. Mai 2013 in Baependi.

## Gedenktag
Ihr Gedenktag in der Liturgie der Kirche ist der 14. Juni, ihr Todestag.